# Kisakna
Kisakna (románul: Ocnișoara) falu Romániában, Erdélyben, Fehér megyében.

## Fekvése
Nagyenyed-Magyarlapádtól délkeletre, sóbánya.

## Története
Kisakna, Akna Árpád-kori település. Nevét már 1177-ben említették egy oklevélben: tenet m-s cum v. de Acna ... ad magnum montem qui vocatur Acnahege formában.
1219-ben Stephanus de v. Mire [: Mirc] Acnaya, 1290-ben Merkaknaya néven volt említve. Sókitermelő falu, határában a hasonnevű heggyel. Asszonynépe határosa. 1219-ben az idevaló Istvánt említették, aki a szolnoki udvarbíró poroszlója volt.
1290-ben Gyógyi András fiainak birtoka és Pánád (Kü vm) határosa volt (Gy 2: 130). 1219-ben az ide való István poroszló várnépeket kísért Váradra (Er I. 99).
További névváltozatai 1733-ban Oknisoara, 1760–1762 között Kisakna, 1808-ban Akna (Kis-) h.,  g., Oknisoara
val, 1861-ben Kis-Akna, 1888-ban (Agnisora), 1913-ban Kisakna.
A trianoni békeszerződés előtt Alsó-Fehér vármegye Nagyenyedi járásához tartozott.
1910-ben 658 lakosából 23 magyar, 635 román volt. Ebből 631 görögkatolikus, 20 református volt.

## Források

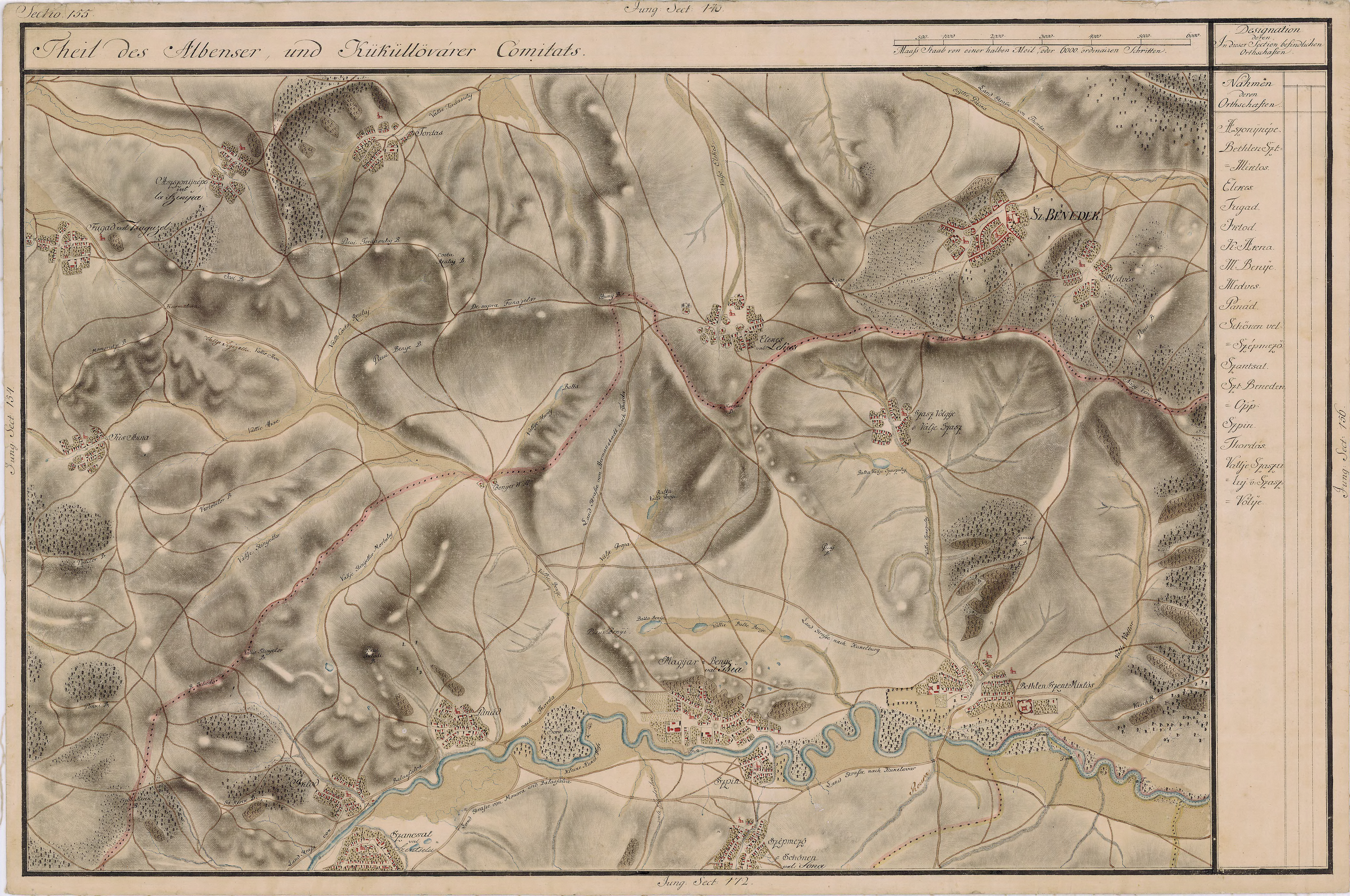
Kisakna és környéke egy régi térképen